# Skelná vata
Skelná vata, skleněná vata, případně skelná vlna je izolační materiál vyrobený ze skleněných vláken, který patří do skupiny minerálních vat. Užívá se k tepelné a zvukové izolaci staveb. 
Sklo je obvykle pro zvýšení pružnosti a snížení lámavosti upraveno. Úprava spočívá jednak v přidávání hliníku (Al) do taveniny skla, jednak v obalení vláken vinylacetátovou disperzí. Skleněná vata se vyrábí z vláken o tloušťce 6–9 µm. Vlákno je odolné vůči vysokým teplotám až do 550 °C.
Vlákna se dělí a stlačeným vzduchem nafoukávají do vrstvy požadované tloušťky, která se lisuje do pásu. Ten se řeže na jednotlivé desky.
Vata ve formě desek, rolí nebo volně aplikovaná (foukaná izolace) se používá hlavně jako tepelná izolace.

## Chemické složení
(Přepočítáno na hmotnostní procenta oxidů příslušných prvků.)
- křemík: SiO2 55 %
- hliník: Al2O3 14,0–15,5 %
- vápník: CaO 24 %
- bor: B2O3 6,5–9 %
- jiné: fluor, železo, titan, sodík, draslík

## Zdravotní rizika
Hlavní nevýhodou jsou samotná skleněná vlákna, která jsou velmi tenká a ostrá, zabodávají se do lidské pokožky, ze které se těžko odstraňují. Nebezpečná jsou zvlášť pro oči a dýchací cesty. Z dýchacích cest se uvolňují jen postupně hlenem nebo zarůstají do tkání plic, odkud je nelze odstranit.
Skelná vata (a jí příbuzná minerální vlna) jsou materiály svým charakterem a vlastnostmi blízké azbestu. Některé studie došly k závěru, že na zdraví působí stejným mechanismem jako azbest. Jejich karcinogenní účinky se projevují zejména na plících. Při dlouhodobém sledování zaměstnanců pracujících se skelnou vatou bylo zjištěno, že mají o 63 % vyšší riziko vzniku rakoviny plic. Metaanalýza ukázala, že riziko rakoviny plic je vyšší o 26 % u lidí vyrábějících skelnou vatu a o 6 % u uživatelů.

## Výhody
Skelná vlna je:
- nehořlavá, má nejbezpečnější třídu reakce na oheň A1;
- paropropustná, má velmi nízký faktor difúzního odporu;
- vyrobena z přírodních anorganických surovin, proto je šetrná k životnímu prostředí, odolává plísním, houbám a hnilobě;
- výborná akustická izolace;
- stlačitelná, což usnadňuje její přepravu.

## Nevýhody
Minerální izolace, skelná i kamenná, není vhodná do míst s vysokou vlhkostí, jako jsou například soklové oblasti domu. Výjimku tvoří lehké hydrofilní minerální vlny, které se používají místo zeminy na tzv. zelené střechy nebo v zemědělství.